# Bến xe Trung tâm Jerusalem

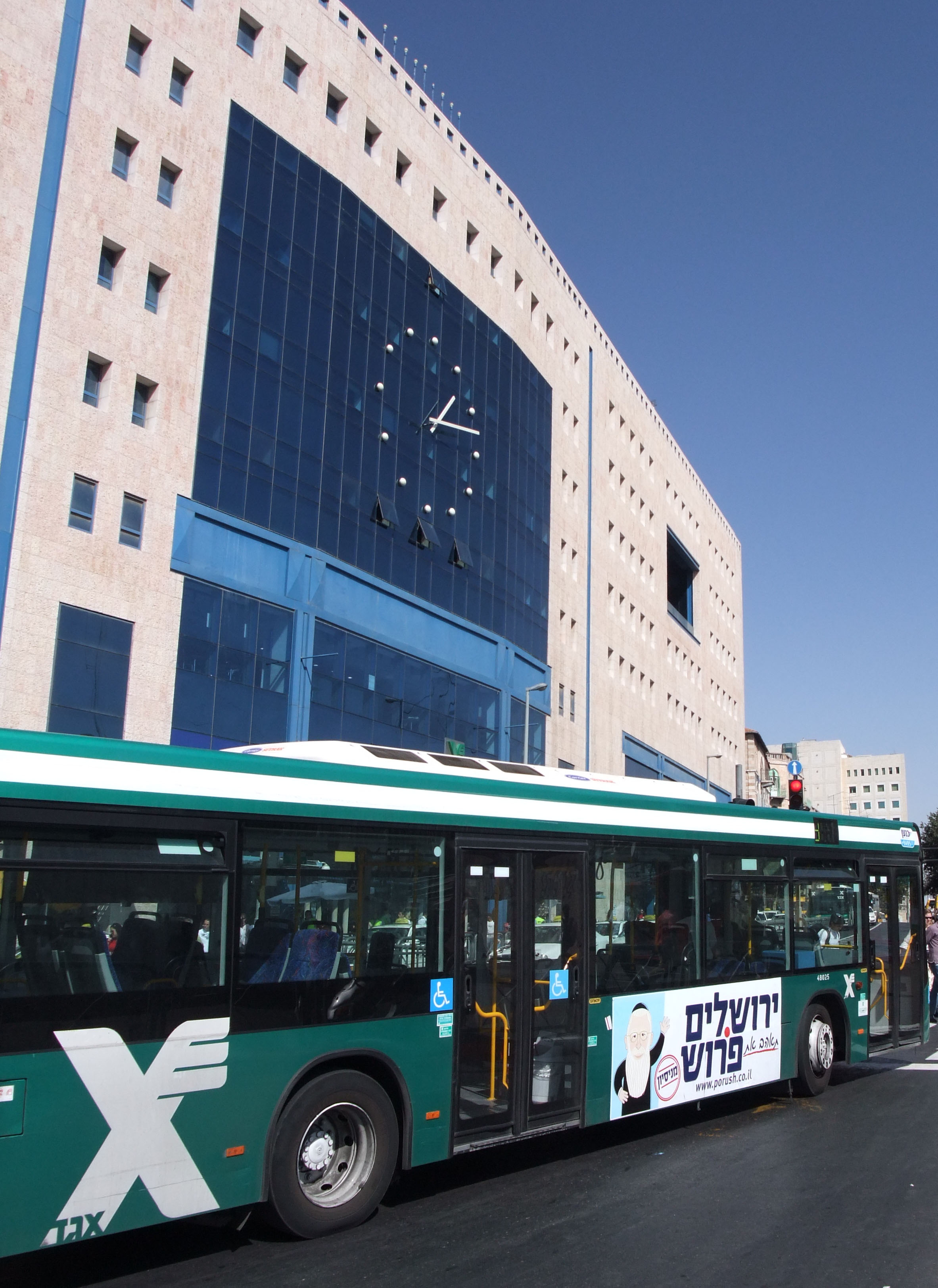

Tạo Bến xe Trung tâm Jerusalem là chính trạm xe buýt của Jerusalem. Nó là ở lối vào phía tây của thành phố trong đường phố Jaffa, gần Ga Jerusalem Binyanei HaUma và Jerusalem Chords Bridge.

## Hình ảnh

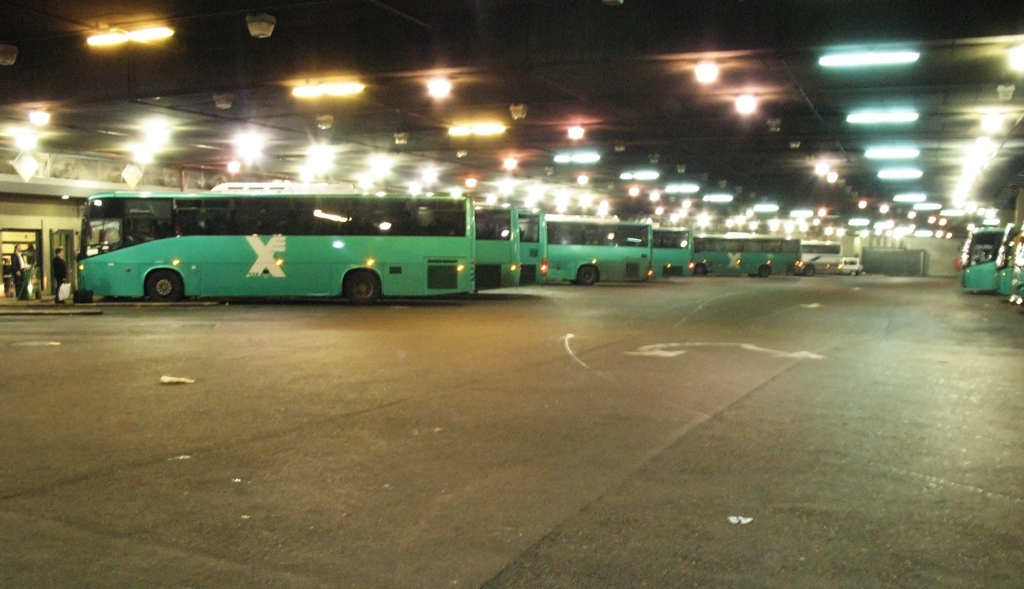
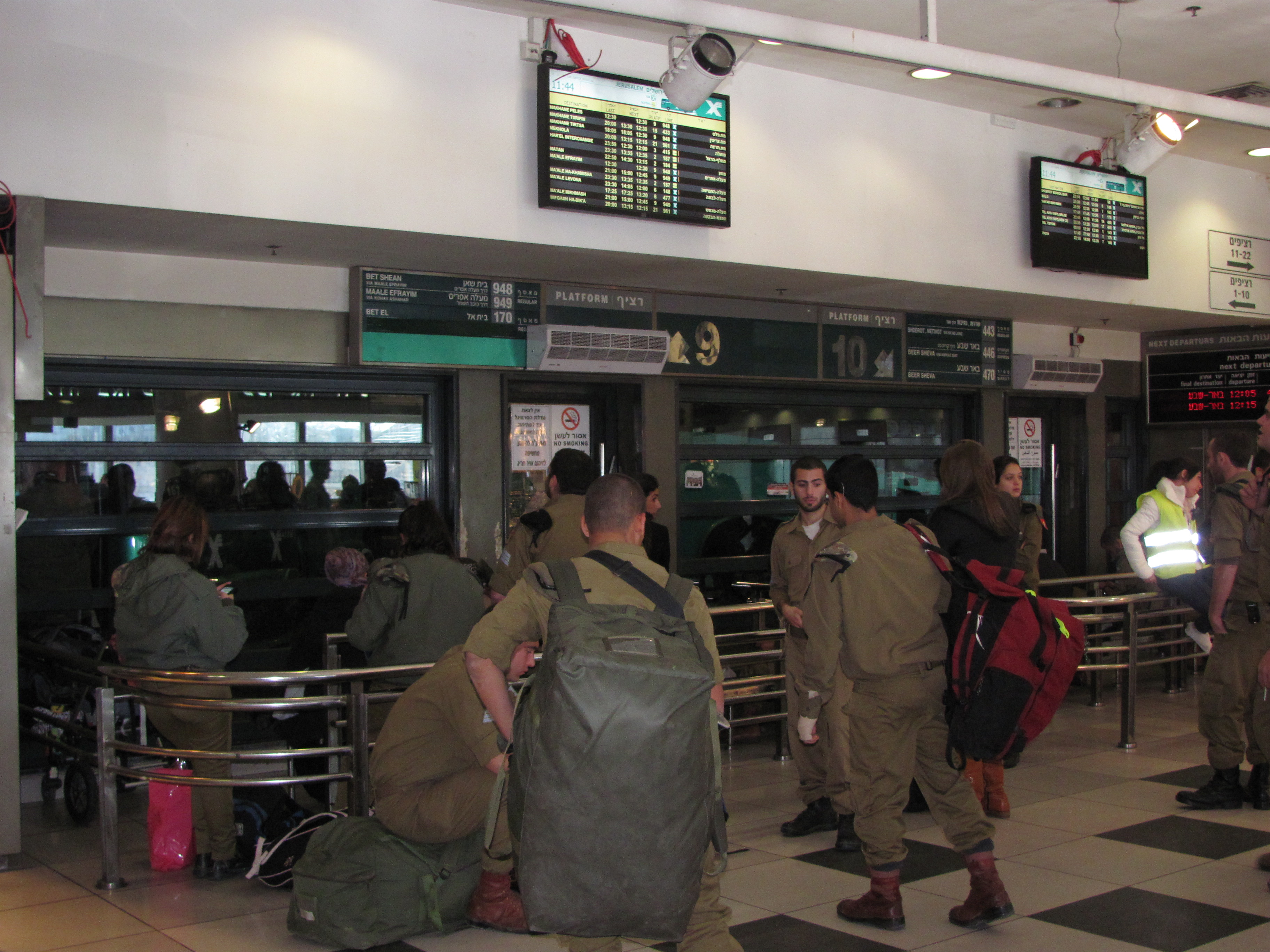
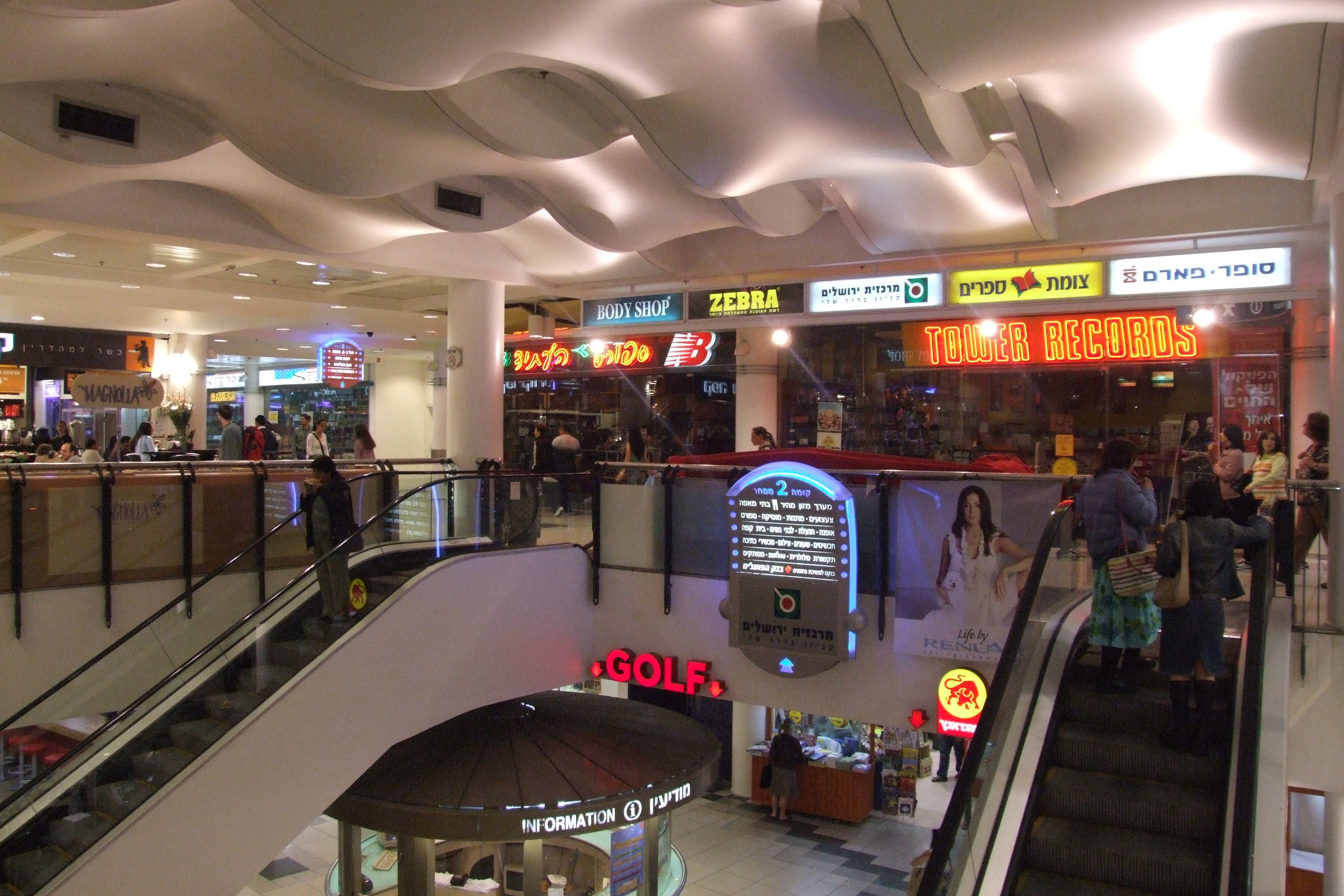